# Carla Galvan
Carla Galvan (Vicenza, 10 maggio 1952) è una scrittrice, traduttrice e filantropa italiana.

## Biografia
Negli anni '70 Carla Galvan ispirandosi alla mentalità di una sua collaboratrice originaria della Serbia si iscrisse agli studi della lingua allora serbo-croata a Padova, ma portò a termine solo tre anni. Successivamente si è laureata in germanistica ed è diventata insegnante di lingua tedesca nella Scuola Superiore, ma l'amore per la lingua serba e la cultura slava è rimasto dentro di lei. Ha studiato l'opera di Vasa Pelagić, e ha visitato più volte la Serbia e Belgrado, in particolare Skadarlija.
Le guerre in Jugoslavia negli anni '90 portarono in Italia un gran numero di rifugiati. Carla Galvan li accolse, tradusse i loro documenti, insegnò loro la lingua italiana e li aiutò a trovare un lavoro, per facilitare loro la vita nel nuovo paese. Andò anche oltre, raccolse viveri, medicine e vestiario, che inviò via Trieste ai rifugiati provenienti da aree colpite dal conflitto.

## Opera letteraria
Scrive poesie in italiano, tedesco e serbo, ma ha pubblicato il maggior numero di libri in quest'ultima lingua. L'hanno aiutata a migliorare la sua conoscenza della lingua serba alcuni colleghi come Rada Rajić-Ristić, Vladan Rakić, Todora Škoro, Miomir Milinković... con i quali pubblica spesso raccolte di versi e partecipa a vari eventi culturali in Italia e Serbia. Ha conosciuto Grozdana Olujić ed ha anche collaborato con lei.
Percepisce la Serbia come una seconda patria, e non nasconde che là le piacerebbe trascorrere gli ultimi anni della sua vita. Tra l'altro le ha dedicato la sua raccolta di poesie "Moja Srbija". Ha già pronta una "variante serba" del suo nome: lo pseudonimo di Dragana Galvanić.
Le poesie di Carla Galvan sono state tradotte in hindī e in punjabi. Carla è vincitrice del Premio "Kočićevo pero (2004) e del premio "Lukijan Mušicki" (2019) della Società Letteraria "Sunčani breg" di Belgrado, perché con le sue poesie in serbo e italiano ha contribuito allo sviluppo della letteratura mondiale.
Nel tempo libero si occupa di astrologia vedica.
È membro dell'Associazione culturale e artistica serba "Vidovdan" di Vicenza.

### Opere (selezione)
- Ponte tra anime – poesia, bilingue: in serbo e italiano (Gnosos, Belgrado, 2003) – coautrice: Rada Rajić-Ristić
- Serbia nel cuore – poesia, bilingue: in serbo e italiano (Gnosos, Belgrado, 2004) – coautori: Rada Rajić-Ristić, Mario Pavan e Antonio Zulato
- La mia Serbia – poesia in serbo (Gnosos, Belgrado, 2006)
- Ai confini della memoria – poesia, bilingue: in serbo e italiano (Belgrado, 2009) – coautori: Rada Rajić-Ristić e Amedea Regazzo
- Sotto il cielo di Serbia – poesia, trilingue: in serbo, italiano e in tedesco (Belgrado, 2010) – coautori: Rada Rajić-Ristić e Todora Škoro[7]
- Il sorriso del destino – poesia, trilingue: in serbo, italiano e in tedesco (Etnostil, Belgrado, 2015) – coautori: Rada Rajić-Ristić e Željko Knežević
- Il richiamo del focolare – poesia, bilingue: in serbo e italiano (Etnostil, Belgrado, 2017) – coautori: Rada Rajić-Ristić, Željko Knežević e Snežana Šolkotović[8]
- Scintille di speranza – poesia, bilingue: in serbo e italiano (Etnostil, Belgrado, 2018) – coautori: Rada Rajić-Ristić e Renata Filippi[9]
- Ritmi di luce – poesia, bilingue: in italiano e serbo (Sunčani breg, Belgrado, 2019)
- Sguardo nella vita – poesia, bilingue: in serbo e italiano (Centro Culturale "Vračar", Belgrado, 2024) – coautrice: Rada Rajić-Ristić
- Particelle d'amore – poesia, bilingue: in serbo e italiano (Centro Culturale "Vračar", Belgrado, 2024) – coautori: Emilija Čolak e Rada Rajić-Ristić

## Premi e riconoscimenti
- Premio "Kočićevo pero" per il libro "Ponte tra anime" (Banja Luka, 2004)
- Premio "Lukijan Mušicki" er il contributo allo sviluppo della letteratura mondiale (Belgrado, 2019)